# 제석천

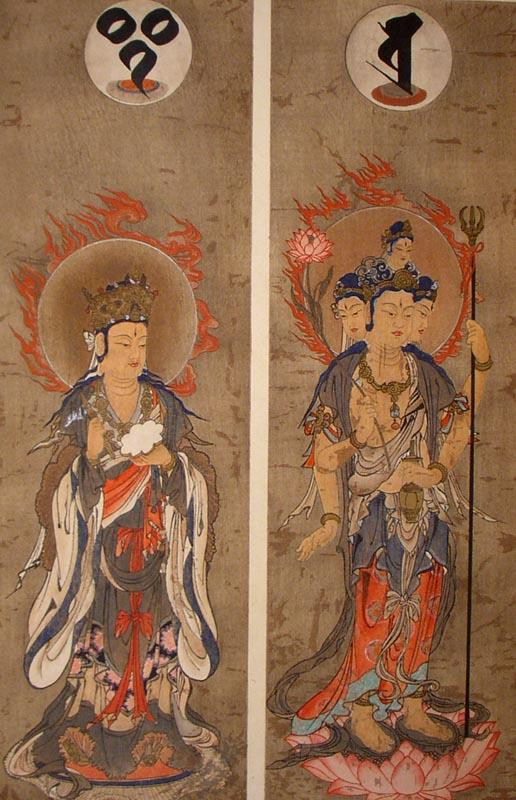
제석천(좌측)과 범천(우측)

제석천(帝釋天, 산스크리트어: शक्र 샤크라)은 불교의 수호신인 천부 중 하나이다. 천주제석(天主帝釋), 천제(天帝), 천황(天皇)이라고도 한다. 바라문교, 힌두교, 조로아스터교의 무신이자 히타이트 조문에서도 등장하는 뇌신 인드라가 불교화된 것이다. 아내는 아수라의 딸 사지(범어명 샤치)이다. 범천과 한 쌍의 형상으로 표현되는 경우가 많아 양자를 묶어 "범석(梵釋)"이라고도 하며, 한반도의 단군 신화에서는 석제환인(釋提桓因)이라는 표현이 사용된다.

## 도리천
제석천은 원래 인도 신화의 인드라신의 한자어이다. 도리천의 천주인 제석천은 전체 우주의 행정을 총괄한다고 한다. 제석천은 석가모니가 성불한 뒤에 그의 수호신이 되었다. 도리천은 불교에서 말하는 육욕천(六欲天) 중의 두 번째 하늘로, 수미산(須彌山)의 정상에 위치한다. 수미산을 중심으로 동서남북 사방의 산봉우리에 천인(天人)들이 사는 각각 8개씩의 천성(天城)이 있으며, 중앙에는 제석천이 사는 선견성(善見城)이 있어 33천이라고 한다. 석가모니의 어머니인 마야부인이 죽은 뒤 다시 태어난 곳이 바로 도리천이다. 수명은 1000세이고, 하루가 인간세상의 100년이라고 한다. 신라 선덕여왕이 자신이 죽으면 도리천에 묻어달라고 말했다.